# Hydrothassa
Genre
Hydrothassa est un genre d'insectes coléoptères chrysomélidés, de la sous-famille des Chrysomelinae (chrysomèles).

## Espèces
- Hydrothassa fairmairei
- Hydrothassa flavocincta
- Hydrothassa glabra Herbst, 1783
- Hydrothassa hannoveriana Fabricus, 1775
- Hydrothassa hydrothassa Linnaeus, 1758
- Hydrothassa marginella
- Hydrothassa oblongiuscula
- Hydrothassa suffriani

## Galerie

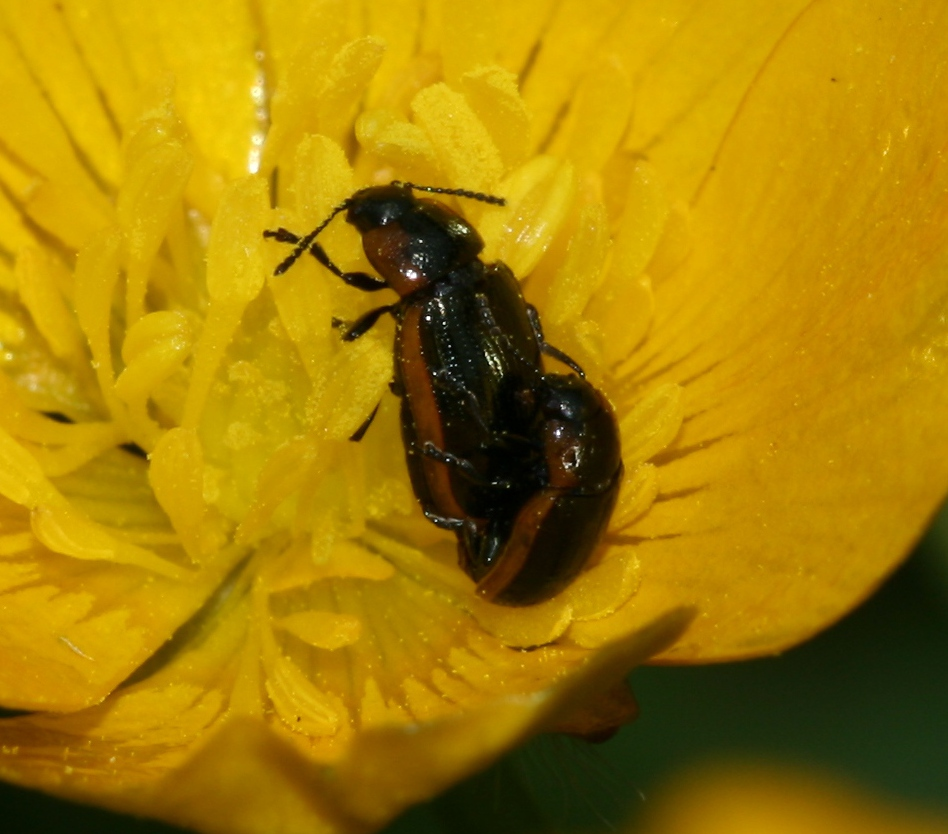
Hydrothassa hydrothassa
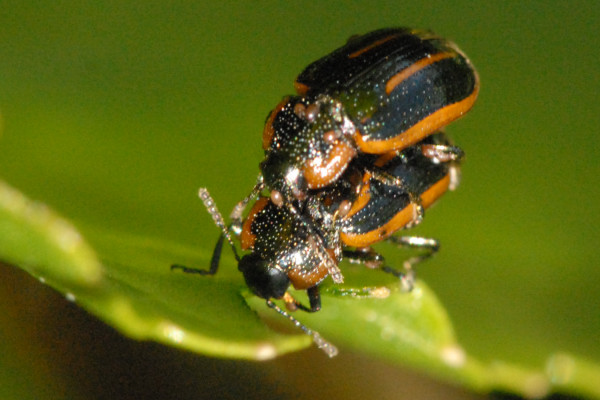
Hydrothassa hannoveriana